# Edwin Smith-papyrusen

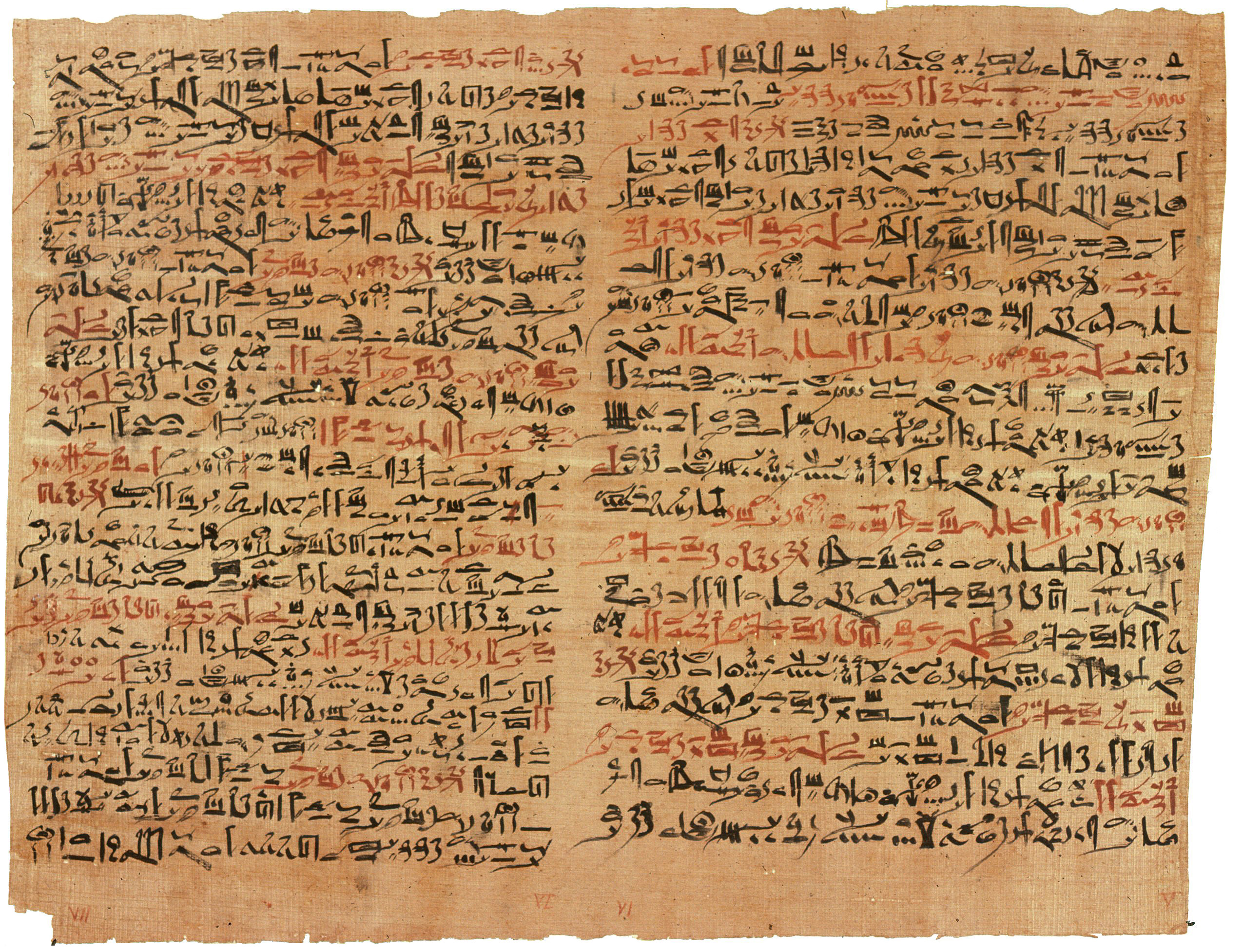
Blad VI och VII ur Edwin Smith-papyrusen

Edwin Smith-papyrusen är den äldsta bevarade skriften om kirurgi och bland de äldsta skrifterna om medicin. Papyrusrullen är från cirka 1600-talet f.Kr.  och förvaras idag på New York Academy of Medicine i New York .

## Manuskriptet
Edwin Smith-papyrusen beskriver hur man behandlar skador på skallen och bröstkorgen. Texten är skriven i hieratisk skrift och innehåller 48 olika skadebeskrivningar där 27 avhandlar olika skallskador (däribland 11 olika skallfrakturer) och 6 avhandlar olika ryggmärgsskador . Alla fall delas upp i prognoserna gynnsamma, ovissa och ogynnsamma och presenteras saklig ordning med namn, undersökningsfynd, diagnos och behandling . Texten beskriver bland annat också att förlamningar i ena kroppshalvan kan orsakas av hjärnskador i den motsatta sidan (en kunskap som återupptäcktes först 3 000 år senare) .

## Historia
År 1862 köptes papyrusrullen av amerikanske Edwin Smith i Egypten och hamnade i privat ägo. Då var hela rullen oskadd och mätte cirka 4,5 meter. Senare styckades rullen i 17 delar. Efter Smiths död 1906 donerade hans dotter manuskriptet till "New York Historical Society" . Manuskriptet är ett av de bevarade Fornegyptiska medicinska papyri.
År 1930 utfördes den första översättningen av manuskriptet av James Henry Breasted vid Orientaliska fakulteten vid University of Chicago. Först då insåg man betydelsen av denna skrift  och Breasted publicerade sin översättning samma år under titeln "The Edwin Smith Surgical Papyrus. By James H. Breasted" (University of Chicago Press). Originalmanuskriptet flyttades senare till Brooklyn Museum. 1948 donerades manuskriptet till The New York Academy of Medicine där det finns idag.
Under perioden mellan september 2005 och januari 2006 visades papyrusen för första gången offentligt på en utställning på Metropolitan Museum of Art .